# Tres Anells
Els Tres Anells són anells màgics forjats pels Elfs d'Eregion, concretament pel seu rei Celebrímbor. Després de l'Anell Únic, són els tres més forts dels vint Anells del Poder.
Els Tres Anells foren creats per en Celebrímbor després que Sàuron, sota el nom d'Annatar, havia abandonat Erègion. Aquests Anells del Poder estaven lliures de la influència de Sàuron, perquè no havia intervingut en la seva fabricació; tanmateix foren forjats per Celebrímbor amb les arts ensenyades per Sàuron i, per tant, estaven lligats a l'Anell Únic. En percebre les intencions de Sàuron, els elfs amagaren els Tres Anells. Foren portats fora de la Terra Mitjana al final de la Tercera Edat, després de la destrucció de l'Anell Únic.

## Narya
El primer anell Narya, era fet d'or i guarnit amb una pedra vermella. El nom l'obté del Quenya nár significa foc. També s'anomenava Narya el Gran, Anell de Foc, i Anell Vermell.
Segons els Contes Inacabats, a l'inici de la Darrera Aliança, Celebrimbor va donar Narya, juntament amb la Vilya a Gil-Galad, Rei Suprem dels Noldor. Gil-Galad va confiar Narya al seu lloctinent Círdam, Senyor dels Ports de Lindon, que el va mantenir després de la mort de Gil-galad. D'acord amb El Senyor dels Anells, Gil-galad només va rebre Vilya, mentre que Círdan va rebre Narya des del principi, juntament amb Galadriel que va rebre Nenya des del principi.
Durant la Tercera Edat, Círdam, va reconèixer la natura veritable de Gandalf com un dels Maiar enviats des de Vàlinor, i li va donar l'anell per ajudar-lo en els seus treballs. Es diu que tenia el poder d'inspirar als altres per resistir-se a la tirania, la dominació, i la desesperació (en altres paraules, evocant esperança als que envoltaven el portador), així com donar resistència a la fatiga de temps: "Pren ara aquest Anell-va dir-, perquè els teus treballs i les teves tasques seran pesades, però en tot et donarà suport a tu i et defensarà del cansament Perquè aquest, és l'Anell del Foc, i amb ell, potser, hauràs de revifar als cor la valentia d'abans en un món que creix fred "(Círdam el Constructor de Vaixells a Gandalf).
Narya era portat per Gandalf als Ports Grisos, quan embarcà cap a Vàlinor.

## Nenya
El segon anell Nenya, era fet de mithril i estava guarnit amb una "pedra blanca", presumiblement un diamant. El nom prové del Quenya nén significa aigua. També s'anomena Anell Inflexible i Anell d'Aigua.
L'anell era custodiat per Galàdriel de Lothlórien, i posseeix una resplendor que coincideix amb la d'estrelles; mentre que Frodo Saquet ho pot veure en virtut de ser un portador de l'Anell Únic, Samseny Gamgí diu de Galadriel que només "veia una estrella entre els seus dits". (Això apareix en moltes edicions de "dit", que sona més màgic, ja que suggereix que el dit d'alguna manera es tornen transparents, però La Traïció d'Isengard, cap. 13, nota 34, s'esmenta com un error.)
Nenya tenia el poder de la conservació, la protecció, i segurament ocultava del mal perquè "aquest és un poder que oculta la terra del mal". Però, el fet és que els orcs de Mòria entraren a Lórien perseguint la Germandat de l'Anell i Lórien havia patit ja atacs dels orcs, provinents de Dol Guldur, això suggereix que el poder de l'anell no constituïa una barrera davant dels atacs militars. Es deia que, protegit com era per Nenya, Lothlórien no hauria caigut llevat que Sàuron hagués anat personalment a atacar-lo. Galàdriel utilitzava aquests poders per crear i sostenir Lothlórien, però també augmentava en ella l'ànsia del Mar i el seu desig de retornar fins a les Terres Imperibles.
Després de la destrucció de l'Anell Únic i la derrota de Sàuron, el seu poder va desaparèixer, juntament amb el dels altres Anells del Poder. Galàdriel portava Nenya quan va embarcar a les Rades Grises cap a Aman, acompanyada dels dos altres portadors dels Tres Anells, i els seus anells. Amb la marxa de Nenya, la màgia i la bellesa de Lórien s'anaren marcint, juntament amb els mallorn, dels quals només va sobreviure el plantat per Samseny Gambí a Hobbiton. Progressivament va anar despoblant-se i quan Arwen, l'any 121 de la Quarta Edat, hi anà a morir estava desert i en runes.

## Vilya
El tercer anell Vilya, era fet d'or i guarnit amb una "gran pedra blava", probablement un safir. El nom prové del Quenya vilya significa aire. També s'anomena Anell de Safir, Anell de l'Aire, Anell del Firmament, o Anell Blau.
Es considera generalment que Vilya era el més poderós dels Tres Anells (com s'esmenta al capítol final d'"El Retorn del Rei"). El poder exacte de Vilya no s'esmenta; tanmateix és raonable especular que també posseeix el poder de curar-se i preservar (en El Silmarillion es diu que Celebrimbor havia forjat els Tres per curar i per preservar, i no tant com per realçar les forces de cada un dels portadors els anells menors feien).
Quan Sàuron assolà Eregion, Vilya fou enviat a Gil-galad al llunyà Lindon, on més tard fou donat a Elrond, que el portà durant els anys posteriors de la Segona Edat i tota la Tercera. Com Gil-galad era el Rei Suprem dels Noldor, en el moment de la distribució dels anells es pensà que sobre ell requeia la responsabilitat de guardar el més fort dels tres anells èlfics. Amb la destrucció de Sàuron, el poder de Vilya s'esvania i fou portat a través del mar per Elrond al final de la Tercera Edat.

## Concepte
Encara que no és mai explícit, és implícit que els anells s'anomenen i atorgen poders que tenen s'inpiren en la figura dels Vàlar. De tal manera queVilya (el Gran, ` en El Retorn del Rei) emulava els poders i habilitats de Manwë i Varda, i com a tal es va classificar com el més fort dels tres anells creats per en Celebrímbor. L'al·lusió a " ...les estrelles eren més brillants sobre Rivendell"," i que Rivendell era un lloc d'aprenentatge, poesia i de curació, habilitats tingudes per Élrond. Tot semblaria que subratllar la connexió amb Varda, Reina de les Estrelles, i Manwë, Senyor dels Aires, el seu amor per la poesia, i la vestimenta que era predominantment de color blau (safir), i significativament amb l'efecte de restauració que es dona al Regne Beneït d'Aman, que es descriu al Silmaríl·lion.
Nenya, l'Anell d'Aigua, té un paper prominent, i semblaria que seguís la tendència d'honrar els Valar, ja que els seus poders són similars als del següent en importància entre ells Ulmo. És el Senyor de les Aigües, i els poders evidents de Nenya sembla que permetin accedir a la qualitat profètica de les aigües, com és dit en l'Ainulindalë, que les Aigües de Terra Mitjana tenen un romanent de la cançó de la història de Terra Mitjana. Així quan Galàdriel realitza 'Màgia Élfica' per a Samseny Gamgí, el seu mirall d'aigua és un conducte per a conèixer la història feta pels Ainur abans que el Món fos fet a l'inici.
Narya, l'Anell de Foc, és classificat com l'últim dels tres i segueix en la tradició d'honrar els que segueixen Manwë, Varda i Ulmo, d'entre els Valar, però no necessàriament menys potent. Fent referència al fet que és l'Anell del Foc, això semblaria indicar una connexió amb Aulë, el mestre de la farga i la fabricació. Mentre que també es pot interpretar com a 'foc de la voluntat', ` que atorga valor als que envolten el portador, i semblaria per implicar una connexió amb Oromë, senyor de la cacera, o potser fins i tot amb Tulkas, el campió dels Valar. El poder de Narya es mostra en El hòbbit, i en El Senyor dels Anells, en les exhibicions de Gàndalf d'habilitat pirotècnica. Tanmateix, aquests poders atorgats per Narya es limiten a les lleis físiques establertes pels Valar, en el seu govern de la Terra Mitjana. La seva altra habilitat, atorgar valor és clara, en inspirar la gent que envoltava Gàndalf el Blanc, en les circumstàncies més dures al Senyor Dels Anells.